# The Movement
The Movement is een term die in 1954 door Jay D. Scott werd uitgevonden. Scott was in die tijd literair redacteur bij The Spectator.
De term The Movement raakte in zwang om een groep Engelse schrijvers aan te duiden, onder wie Philip Larkin, Kingsley Amis, Donald Davie, Thom Gunn, D.J. Enright, John Wain, Elizabeth Jennings en Robert Conquest.
Van een echte groepering of beweging was echter geen sprake. De term werd louter gebruikt voor een aantal schrijvers die los van elkaar enkele punten gemeen hadden. Het belangrijkste punt daarbij was dat ze reageerden tegen de overdadigheid van de romantiek van de 'New Apocalyptics', die de Engelse literatuur voordien tekenden.
De dichters van The Movement schreven meer rationele en sobere poëzie.

## Anthologieën
Er verschenen, ondanks het ontbreken van een echte beweging en ofschoon sommige erbij betrokken dichters zich van de benaming 'The Movement' distantieerden, twee anthologieën.
Het betreft hier Poets of the 1950s (1955), samengesteld door D.J. Enright, en New Lines (1956), samengesteld door Robert Conquest. Hij stipte in verband met The Movement vooral aan dat het ging om een groep dichters die zich qua thematiek en stijl onderscheidden door exuberantie.
Toen in de jaren zestig een tweede 'New Lines' werd gepubliceerd, bleek dat de belangstelling voor The Movement grotendeels verdwenen was. Het was pas bij het overlijden van Philip Larkin in 1985 en met de opkomst van het New Formalism in het begin van de jaren negentig dat er voor The Movement weer belangstelling ontstond, in het bijzonder voor de dichters.